# Камерини, Марио
Марио Камерини (итал. Mario Camerini; 6 февраля 1895, Рим, Италия — 4 февраля 1981, Гардоне-Ривьера, Ломбардия, Италия) — итальянский кинорежиссёр и сценарист.

## Биография

#### Ранние годы, работа в немом кино

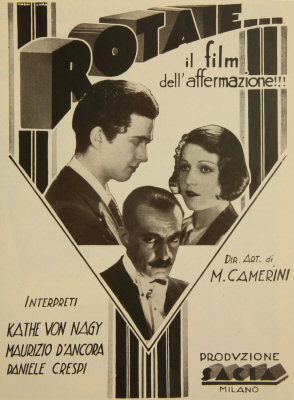
Постер к фильму Марио Камерини "Рельсы" (1930)

Камерини начал писать сюжеты для фильмов ещё в юношеские годы, когда учился в средней школе. Позже изучал юриспруденцию, но с началом Первой мировой войны, молодой Камерини был призван в берсальеры. Война для него закончилась после того, как он оказался военнопленным в Австрии.
Камерини начал работать в кино с 1920 года в качестве помощника режиссёра на фильмах своего кузена Аугусто Дженины (1892-1957), а затем помогал в написании сценариев родному старшему брату Аугусто Камерини (1894-1972), который позже, в 1923 году поможет ему с финансированием первой режиссёрской работы — «Жоли, цирковой клоун».
В кризисные для итальянского кино 1920-е Марио Камерини работал с продюсером Стефано Питталугой на киностудии Fert studios в Турине (где были поставлены им кассовые хиты тех лет «Стрела, принц на один день», 1924 и «Мацист против шейха», 1925). Но разругавшись с Питталугой, он ушел в продюсерскую компанию независимых режиссёров Autori Direttore Italiani Associati, где снимает фильм «Кифф-Тебби» (1927), историю любви, снятую на натуре в Африке, на реализацию которой был получен значительный по тем временам кредит в 50 000 лир от Министерства образования. В немом кино его фильмы — преимущественно развлекательные комедии, пока он в 1930 году не снимет «Рельсы», одну из первых попыток реалистически показать жизнь простых итальянцев в 1920-е гг. Героями фильма, снятого под влиянием немецкого кино, стали молодые мужчина и женщина, колесившие по стране в поисках счастливой жизни, а в результате возвращающихся к истокам, поняв что счастливая жизнь — это просто любить друг друга. В 1931 г. Камерини сделает аудиоверсию этого изначально немого фильма.

#### 1930-е годы
После успеха «Рельсов», в том числе и за рубежом Камерини был приглашен для работы во французском представительстве студии Paramount в Париже, где он постигает основы новой звуковой технологии, срежиссировав «Берег уродов» (1931, по новелле Джозефа Конрада). В Италии он продолжил работать преимущественно в жанре лёгкой комедии, став одним из родоначальников жанра, так называемой «комедии по-итальянски».

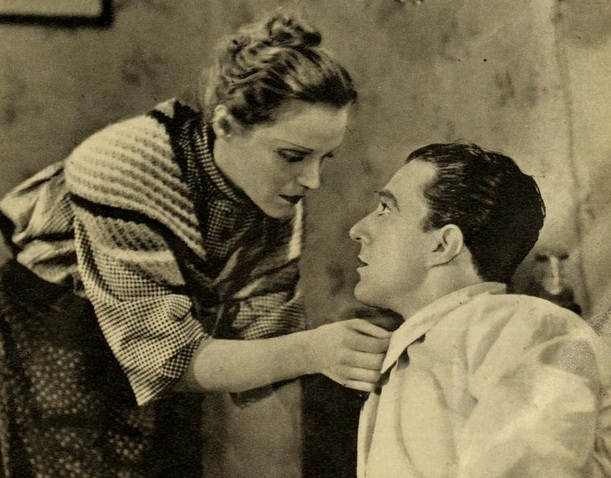
Элиза Чегани и Витторио Де Сика в фильме Марио Камерини "Но это несерьезно" (1936)

Камерини вместе с Алессандро Блазетти был самой представительной фигурой довоенного итальянского кино, его часто называли «итальянским Рене Клером». Наиболее популярные фильмы 1930-х: «Что за подлецы мужчины!» (1932), «Дам миллион» (1935), «Но это не серьёзно» (1936, по Луиджи Пиранделло), «Господин Макс» (1937), «Универсальные магазины» (1939), в которых режиссёр ориентируется (пусть через стихию юмора) на реалистическое отображение среды и обстоятельств, складывающееся прежде всего из наблюдений над промежуточными между мелкой буржуазией и рабочим классом слоями. Мир Камерини (определённо напоминающий мир Клера) — это мир юмора и зыбкой сатиры, где проскальзывает нота патетики («Как листья», 1934).
Он снимал фильмы, не имевшие социальной направленности, но не лишённые определённого гуманистического звучания, проникнутые симпатией к простым людям. В те времена, когда фашисты требовали прославления «героев», ратных подвигов, грубой силы, «величия империи», эти мотивы в творчестве Камерини приобретали порой полемический характер. 
То ли случайно, то ли нарочно, военная драма «Великий призыв», 1936 — действие которой и съёмки происходили в Восточной Африке, сразу после итальянского вторжения в Эфиопию, — что казалось, имело место моральной поддержки политики режима воинствующего колониализма.

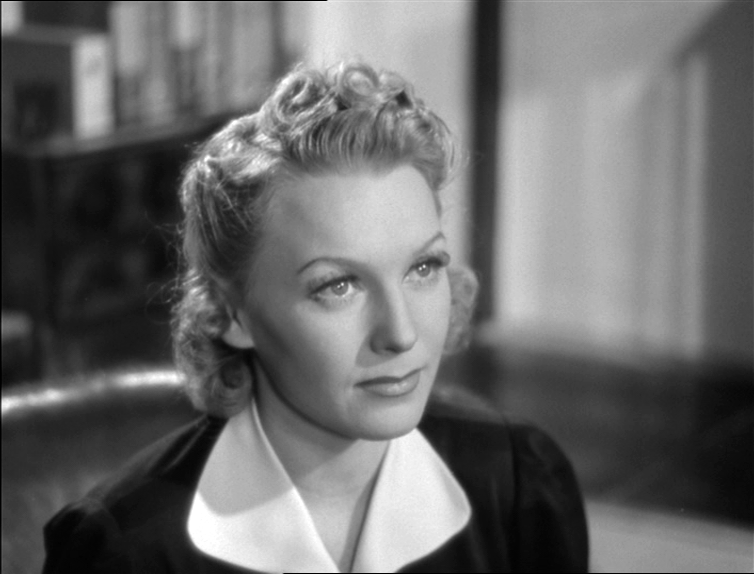
Ася Норис в фильме Марио Камерини "Универсальные магазины" (1939)

Единственный фильм Камерини, приведший к конфликту с властями — «Треугольная шляпа» (1935, по одноимённой пьесе испанского автора Педро Антонио де Аларкона) — остроумная, сочная, подлинно народная комедия с участием братьев Эдуардо и Пеппино Де Филиппо. Самому Бенито Муссолини не понравился ряд сцен, которые по его указке были сокращены, прежде чем фильм появился в коммерческом прокате в 1935 году. Однако, в целом его фильмы не внушали особого беспокойства фашистам и пользовались большим успехом у массового зрителя, в том числе из-за участия в них звёзд итальянского кино той поры: Витторио Де Сики, Аси Норис, Эдуардо Де Филиппо, Амедео Надзари, Джино Черви…

#### Личная жизнь
В 1940 Марио Камерини узаконит свои отношения с актрисой Асей Норис, с которой они до этого жили гражданским браком почти десятилетие. Ася (настоящее имя — Анастасия Николаевна фон Герцфельд, 1912-1998) была дочерью российского немца и украинки и снималась во многих фильмах супруга на протяжении всех 1930-х гг. и в начале 1940-х. Начиная с триллера «Преступление» (1934) и заканчивая драмой «История одной любви» (1942), Ася снимется у Камерини в общей сложности в восьми фильмах. Сколько они прожили вместе после регистрации — неизвестно, доподлинно известно только то, что Марио был лишь одним из пяти мужей Аси.

#### Послевоенный период
В 1940-е и далее Камерини сделает множество фильмов, но так и не сможет подняться до уровня своих прежних работ. Сразу после войны он снимет «Два анонимных письма» (1945), один из первых фильмов о Движении Сопротивления. Затем были интересные работы «Капитанская дочка» (по А. С. Пушкину, 1947) и поставленная в духе неореализма комедия «Мечты на дорогах» (1948, с Анной Маньяни и Массимо Джиротти в главных ролях). Неплохо был встречен критикой и зрителем «Разбойник Мусолино» (1950) с участием Амедео Надзари и Сильваны Мангано.
Наибольший же успех имел, поставленный им в 1953 году совместно с американцами суперколосс «Улисс» (по «Одиссеи» Гомера, в прокате СССР — «Странствия Одиссея») с Кирком Дугласом в главной роли. В 1955 году сделал ремейк своей самой успешной ленты 1930-х «Треугольной шляпы» — «Прекрасная мельничиха» (с участием Витторио Де Сики, Софи Лорен и Марчелло Мастроянни), на сей раз вставив в фильм те крамольные сцены, что были вырезаны в первой ленте фашистской цензурой по указке дуче. Критика однако, к фильму осталась равнодушной, хотя зритель встретил фильм высокой посещаемостью. В 1956-м участвовал в создании сценария фильма «Война и мир» (по Л. Н. Толстому, реж. Кинг Видор, итальяно-американская копродукция с Одри Хепбёрн в роли Наташи Ростовой).
Продолжал ставить разнообразные фильмы с началом 1960-х, в том числе военную драму «Итальянские бандиты» (1961) и две приключенческих сказки на индийском материале «Кали-Юг, богиня мести» и её продолжение «Тайна индийского храма» (обе сняты в 1963 году). Со второй половины 1960-х всё реже выходит на съёмочную площадку, сняв за этот период вплоть до своей последней работы «Дон Камилло и современная молодёжь» (1972) всего два фильма.
Под руководством Камерини начинали свой путь в большом кино многие мастера кинематографа, в том числе Витторио Де Сика, Чезаре Дзаваттини, Марио Сольдати, Ренато Кастеллани и др.
Умер Марио Камерини в возрасте восьмидесяти шести лет в 1981 году.

## Фильмография
| Режиссёрские работы | Режиссёрские работы                                    | Режиссёрские работы                      | Режиссёрские работы                                             | Режиссёрские работы | Режиссёрские работы |
| Год                 | Русское название                                       | Оригинальное название (it)               | Актёры                                                          | Дополнительная информация |                     |
| ------------------- | ------------------------------------------------------ | ---------------------------------------- | --------------------------------------------------------------- | --- | ------------------- |
| 1923                | Жоли, цирковой клоун                                   | Jolli, clown da circo                    | Алекс Бернар, Диомира Якобини, Ренато Виска                     | + сценарий, жанр — комедия |                     |
| 1923                | Валли                                                  | Walli                                    |                                                                 | |                     |
| 1924                | Дом цыплят                                             | La casa dei pulcini                      | Амлето Новелли, Диомира Якобини, Франц Сала                     | + сценарий, жанр — драма |                     |
| 1924                | Стрела, принц на один день                             | Saetta, principe per un giorno           | Доменико Гамбино, Бьянка Хубнер, Лючия Дзанусси                 | |                     |
| 1925                | Я хочу изменить мужу                                   | Voglio tradire mio marito                | Линда Пини, Альберто Коло, Лидия Кваранта                       | продюсер Стефано Питталуга, жанр — комедия |                     |
| 1926                | Мацист против шейха                                    | Maciste contro lo sceicco                | Бартоломео Пагано, Алекс Бернар, Франц Сала                     | + сценарий, продюсер Стефано Питталуга, жанр — пеплум |                     |
| 1928                | Сицилия                                                | Sicilia                                  |                                                                 | документальный |                     |
| 1928                | Кифф-Тебби                                             | Kif Tebbi                                | Карло Бенетти, Пьеро Карнабучи, Нини Динелли                    | по роману Лючано Дзукколи |                     |
| 1930                | Рельсы                                                 | Rotaie                                   | Кете фон Надь, Маурицио Д’Анкора, Даниэле Креспи                | + соавтор сценария (с Коррадо Д’Эррико) и актёр, жанр — драма |                     |
| 1931                | Берег уродов                                           | La riva dei bruti                        | Чезаре Дзоппетти, Кармен Бони, Камилло Пилотто                  | по новелле Джозефа Конрада, жанр — приключенческий |                     |
| 1931                | Фигаро и его большой день                              | Figaro e la sua gran giornata            | Джанфранко Джакетти, Леда Глория, Уго Чезири                    | по комедии Арнальдо Фраккароли |                     |
| 1932                | Что за подлецы мужчины!                                | Gli uomini, che mascalzoni...            | Лия Франка, Витторио Де Сика, Мария Денис                       | + соавтор сценария (с Альдо Де Бенедетти и Марио Сольдати), жанр — романтическая комедия |                     |
| 1932                | Последнее приключение                                  | L'ultima avventura                       | Армандо Фалькони, Диомира Якобини, Чезаре Дзоппетти             | + соавтор сценария (с Оресте Бьяколи, Дино Фалькони, Томазо Смитом), жанр — комедия |                     |
| 1933                | Я всегда буду тебя любить                              | T'amerò sempre                           | Эльза Де Джорджи, Нино Безоцци, Мино Доро                       | + соавтор сценария (с Гульельмо Альберти и Иво Перилли), жанр — мелодрама |                     |
| 1933                | Я всегда буду тебя любить (во Франции)                 | Je vous aimerai toujours (fr)            | Лизетт Ланвин, Александр Д'Арси, Анри Маршан                    | + соавтор сценария, франкоязычный вариант фильма T'amerò sempre с французскими актёрами |                     |
| 1933                | Сто таких дней                                         | Cento di questi giorni                   | Диомира Якобини, Джанфранко Джакетти, Мино Доро                 | + соавтор сценария (с Гульельмо Альберти и Марио Сольдати), жанр — комедия |                     |
| 1934                | Преступление                                           | Giallo                                   | Ася Норис, Сандро Руффини, Элио Стейнер                         | + соавтор сценария (с Марио Сольдати), по комедии «Человек, сменивший своё имя» Эдгара Уоллеса |                     |
| 1934                | Как листья                                             | Come le foglie                           | Нино Безоцци, Иза Миранда, Мария Якобини                        | по пьесе Джузеппе Джакоза, жанр — комедия |                     |
| 1935                | Треугольная шляпа                                      | Il cappello a tre punte                  | Эдуардо Де Филиппо, Пеппино Де Филиппо, Леда Глория             | по роману Педро Антонио де Аларкона «El sombrero de tres picos», жанр — комедия |                     |
| 1935                | Дам миллион                                            | Darò un milione                          | Витторио Де Сика, Ася Норис, Луиджи Альмиранте                  | + соавтор сценария (с Джачи Мондаини, Иво Перилли и Чезаре Дзаваттини), жанр — комедия |                     |
| 1936                | Великий призыв                                         | Il grande appello                        | Камилло Пилотто, Роберто Вилла, Лина Да Коста                   | + соавтор сценария (с Эрколе Патти, Пьеро Солари и Марио Сольдати), жанр — драма |                     |
| 1937                | Господин Макс                                          | Il signor Max                            | Витторио Де Сика, Ася Норис, Руби Д’Альма                       | + соавтор сценария (с Марио Сольдати по сюжету Амлето Палерми), жанр — комедия |                     |
| 1937                | Но это не серьёзно                                     | Ma non è una cosa seria                  | Витторио Де Сика, Элиза Чегани, Ася Норис                       | + соавтор сценария (с Эрколе Патти и Марио Сольдати), по комедии Луиджи Пиранделло |                     |
| 1938                | Человек, который не может сказать нет (в Германии)     | Der Mann, der nicht nein sagen kann (de) | Карл Людвиг Дисль, Карин Хардт, Вернер Финк                     | + соавтор сценария (с Карлом Лербсом и Вернером Финком), немецкая переделка фильма «Но это не серьёзно» |                     |
| 1939                | Сердцебиение                                           | Batticuore                               | Ася Норис, Джон Лодж, Луиджи Альмиранте                         | + соавтор сценария (с Лео Лонганези и Иво Перилли) и монтажёр, жанр — комедия |                     |
| 1939                | Универсальные магазины                                 | I grandi magazzini                       | Витторио Де Сика, Ася Норис, Энрико Глори                       | + соавтор сценария (с Иво Перилли, Марио Паннунцио и Ренато Кастеллани) и монтажёр, жанр — комедия |                     |
| 1939                | Документ                                               | Il documento                             | Руджеро Руджери, Армандо Фалькони, Мария Денис                  | + соавтор сценария (с Ренато Кастеллани, Марио Сольдати, Марио Паннунцио, Иво Перилли и Марио Моничелли) |                     |
| 1940                | Сто тысяч долларов                                     | Centomila dollari                        | Амедео Надзари, Ася Норис, Маурицио Д’Анкора                    | + соавтор сценария (с Ренато Кастеллани, Гаспаре Катальдо и Луиджи Дзампой), по комедии Карло Конрада |                     |
| 1940                | Романтическое приключение                              | Una romantica avventura                  | Ася Норис, Джино Черви, Массимо Джиротти                        | + соавтор сценария (с Ренато Кастеллани, Гаспаре Катальдо, Иво Перилли и Марио Сольдати), по роману Томаса Харди, жанр — драма |                     |
| 1941                | Обручённые                                             | I promessi sposi                         | Джино Черви, Дина Сассоли, Руджеро Руджери                      | + соавтор сценария (с Габриэле Бальдини и Иво Перилли), по роману Алессандро Мандзони, жанр — историческая драма |                     |
| 1942                | История одной любви                                    | Una storia d'amore                       | Ася Норис, Пьеро Люлли, Марчелло Мастроянни                     | + соавтор сценария (с Гаспаре Катальдо, Джулио Морелли, Марио Паннунцио и Джино Висентини), по роману Мэри МакДугал Аксельсон, жанр — драма, и монтажёр (с Туснельдо Риссо)                                                          |                     |
| 1943                | Я буду любить тебя всегда                              | T'amerò sempre                           | Алида Валли, Джино Черви, Жюль Берри                            | + соавтор сценария (с Серджо Амидеи), жанр — мелодрама |                     |
| 1945                | Два анонимных письма                                   | Due lettere anonime                      | Клара Каламаи, Андреа Кекки, Дина Сассоли                       | + соавтор сценария (с Иво Перилли, Карло Муссо и Витторио Нино), жанр — драма |                     |
| 1946                | Ангел и Дьявол                                         | L'angelo e il diavolo                    | Джино Черви, Карла Дель Поджо, Альдо Сильвани                   | + соавтор сценария (с Марио Моничелли и Витторио Нино) и монтажёр, по сюжету Чезаре Дзаваттини |                     |
| 1947                | Капитанская дочка                                      | La figlia del capitano                   | Амедео Надзари, Иразема Дилиан, Витторио Гассман                | + соавтор сценария (с Карло Муссо, Иво Перилли и Стено) и монтажёр, по одноимённой повести Александра Сергеевича Пушкина, жанр — драма                                                                                               |                     |
| 1948                | Мечты на дорогах                                       | Molti sogni per le strade                | Анна Маньяни, Массимо Джиротти, Кекко Риссоне                   | + соавтор сценария (с Марио Теллини) и монтажёр (с Адрианой Новелли), жанр — комедия |                     |
| 1950                | Разбойник Музолино                                     | Il brigante Musolino                     | Амедео Надзари, Сильвана Мангано, Умберто Спадаро               | + соавтор сценария (с Франко Брузати, Эннио Де Кончини, Антонио Леонвиола, Марио Моничелли, Иво Перилли, Стено и Винченцо Таларико), жанр — драма                                                                                    |                     |
| 1950                | Две жены — это слишком много (Италия — Великобритания) | Due mogli sono troppe                    | Сэлли Энн Хоус, Кирон Мур, Леа Падовани                         | + соавтор сценария (с Франко Брузати, Сузо Чекки д’Амико, Денисом Фриманом, Джоном Хантером и Ноэлем Лэнгли), жанр — комедия |                     |
| 1952                | Невеста на одну ночь                                   | Moglie per una notte                     | Джино Черви, Джина Лоллобриджида, Паоло Стоппа                  | + соавтор сценария (с Анной Боначчи, Франко Брузати и Паоло Леви), жанр — комедия |                     |
| 1952                | Герои воскресного дня                                  | Gli eroi della domenica                  | Раф Валлоне, Козетта Греко, Марчелло Мастроянни                 | + соавтор сценария (с Франко Брузати, Эннио Де Кончини, Лионелло Де Феличе и Дино Ризи), жанр — спортивная драма |                     |
| 1954                | Улисс (в советском прокате — Странствия Одиссея        | Ulisse                                   | Кирк Дуглас, Сильвана Мангано, Энтони Куинн                     | + соавтор сценария (с Франко Брузати, Эннио Де Кончини, Хью Греем, Беном Хектом, Иво Перилли и Ирвином Шоу), по «Одиссее» Гомера |                     |
| 1955                | Прекрасная мельничиха                                  | La bella mugnaia                         | Витторио Де Сика, Софи Лорен, Марчелло Мастроянни               | + соавтор сценария (с Аугусто Камерини, Сандро Континенца, Эннио Де Кончини и Иво Перилли), по одноимённой пьесе Педро Антонио Де Аларкона, жанр — комедия                                                                           |                     |
| 1956                | Сестра Летиция                                         | Suor Letizia                             | Анна Маньяни, Эмма Барон, Антонио Чифарелло                     | + соавтор сценария (с Антонио Альтовити, Сиро Анджели, Вито Бласи, Пьеро Де Бернарди, Эннио Де Кончини, Марио Гуэрра, Уго Гуэрра, Амлето Микоцци, Альдо Паладини, Джозе Риманелли, Вирджилио Тоси и Чезаре Дзаваттини), жанр — драма |                     |
| 1957                | Отдых на Искье                                         | Vacanze a Ischia                         | Витторио Де Сика, Антонио Чифарелло, Паоло Стоппа, Изабель Кори | + соавтор сценария (с Леонардо Бенвенути, Пьеро Де Бернарди, Паскуале Феста-Кампаниле и Массимо Франчоза), жанр — романтическая комедия                                                                                              |                     |
| 1959                | Первая любовь                                          | Primo amore                              | Карла Гравина, Лорелла Де Люка, Раф Маттиоли                    | + соавтор сценария (с Леонардо Бенвенути, Пьеро Де Бернарди, Адженоре Инкроччи, Фурио Скарпелли и Этторе Скола), жанр — мелодрама |                     |
| 1960                | Улица Маргутта                                         | Via Margutta                             | Антонелла Луальди, Жерар Блен, Франко Фабрици                   | + соавтор сценария (с Франко Брузати, Эннио Де Кончини и Уго Гуэрра), жанр — драма |                     |
| 1960                | Преступление                                           | Crimen                                   | Альберто Сорди, Витторио Гассман, Нино Манфреди                 | жанр — криминальная комедия |                     |
| 1961                | Итальянские бандиты                                    | I briganti italiani                      | Витторио Гассман, Эрнест Боргнайн, Розанна Скьяффино            | жанр — военная драма |                     |
| 1963                | Кали-Юг, богиня мести                                  | Kali Yug, la dea della vendetta          | Сента Бергер, Клаус Кински, Клодин Оже                          | + соавтор сценария (с Леонардо Бенвенутти, Пьеро Де Бернарди, Гаем Уэстом и Робертом Уэстерби), жанр — приключенческий |                     |
| 1963                | Тайна индийского храма                                 | Il mistero del tempio indiano            | Сента Бергер, Лекс Баркер, Клодин Оже                           | жанр — приключенческий |                     |
| 1966                | Почти идеальное убийство                               | Delitto quasi perfetto                   | Филипп Леруа, Памела Тиффин, Бернар Блие                        | + соавтор сценария (с Леонардо Бенвенутти, Пьеро Де Бернарди, Эрнесто Гастальди, Лоренцо Джичча Палли и Стено), жанр — комедийный детектив                                                                                           |                     |
| 1971                | Я не вижу, вы не разговариваете, он не чувствует       | Io non vedo, tu non parli, lui non sente | Алигьеро Носкезе, Энрико Монтезано, Витторио Де Сика            | + соавтор сценария (с Франко Кастеллано и Джузеппе Моччиа), жанр — комедия |                     |
| 1972                | Дон Камилло и современная молодёжь                     | Don Camillo e i giovani d'oggi           | Гастоне Москин, Кароль Андре, Лайонел Стэндер                   | + соавтор сценария (с Адриано Баракко, Леонардо Бенвенутти, Пьеро Де Бернарди и Лючио Де Каро), по роману Джованнино Гуарески |                     |